# Ptychobela opisthochetos
Ptychobela opisthochetos é uma espécie de gastrópode do gênero Ptychobela, pertencente a família Pseudomelatomidae.